# Thalictrum dioicum
Thalictrum dioicum är en ranunkelväxtart som beskrevs av Carl von Linné. Thalictrum dioicum ingår i släktet rutor, och familjen ranunkelväxter. Inga underarter finns listade i Catalogue of Life.

## Bildgalleri

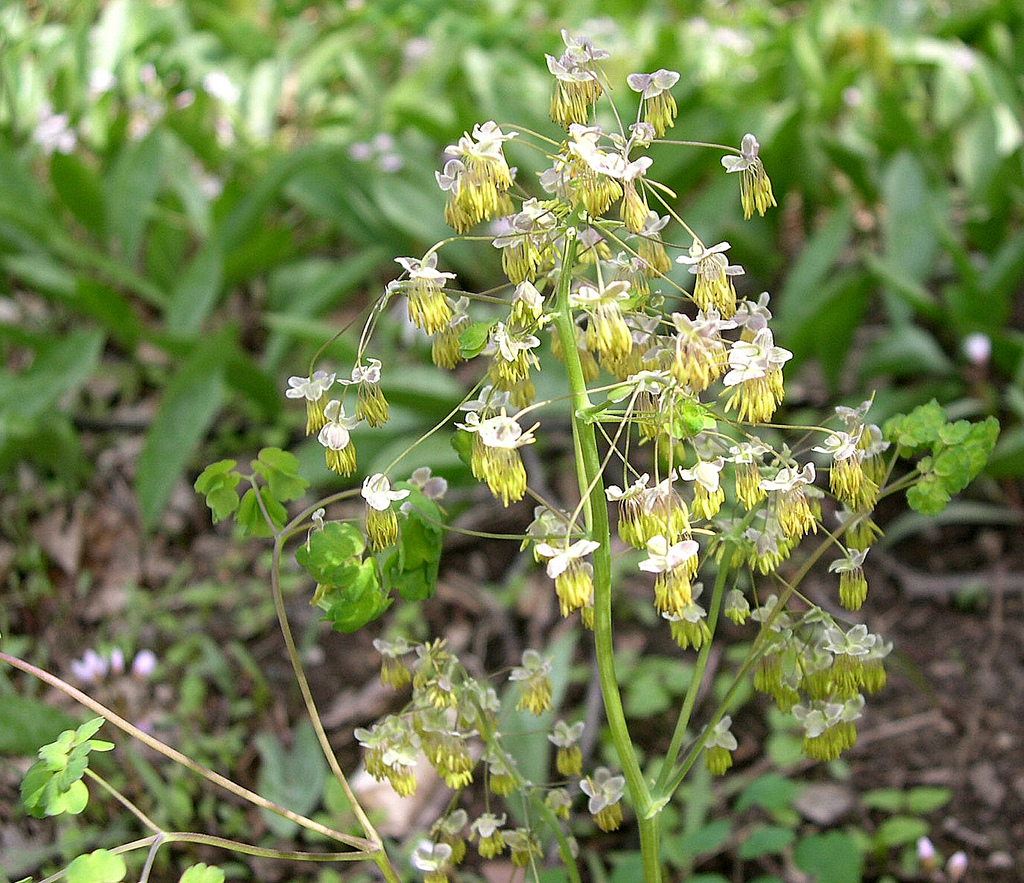
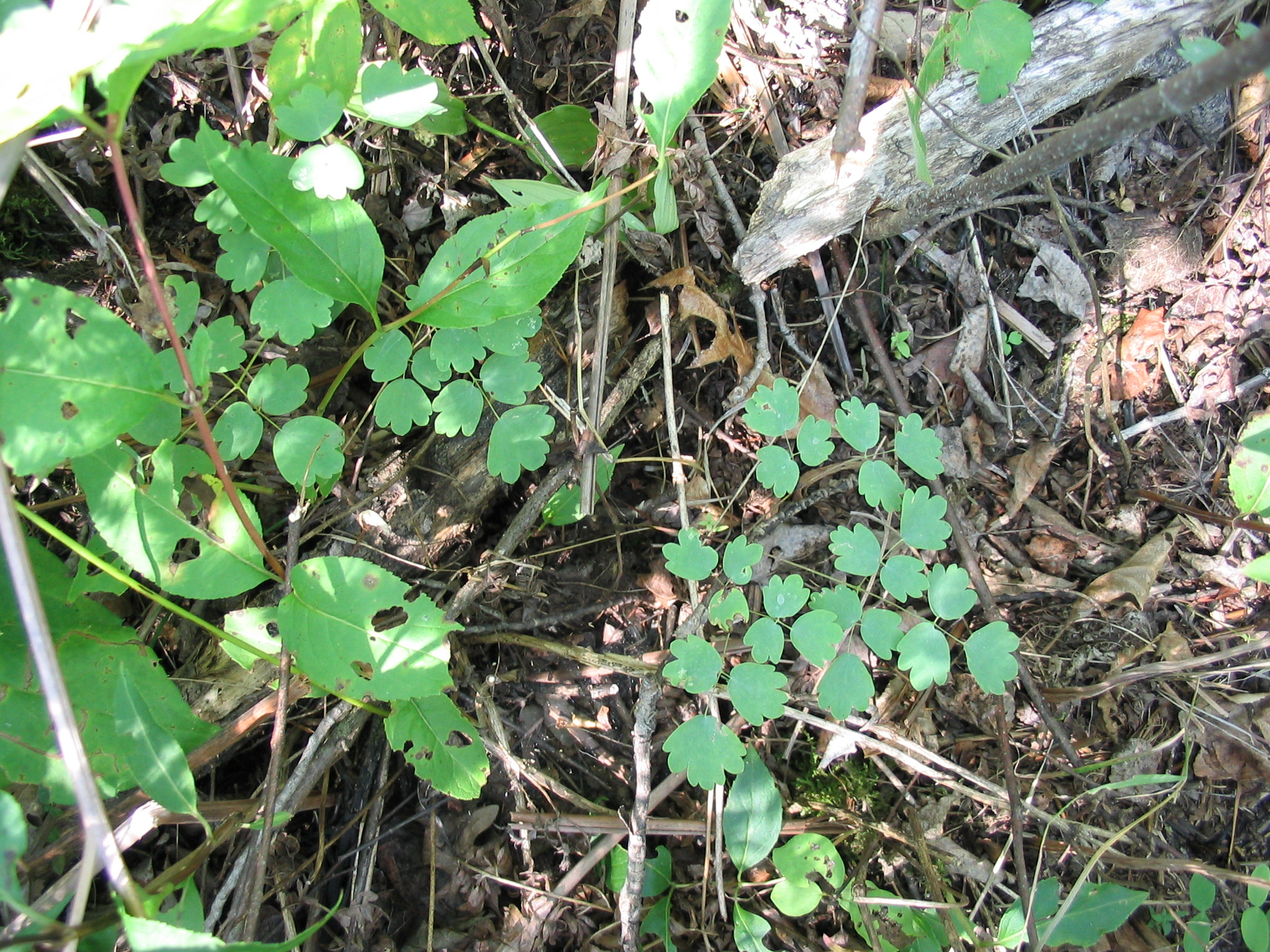
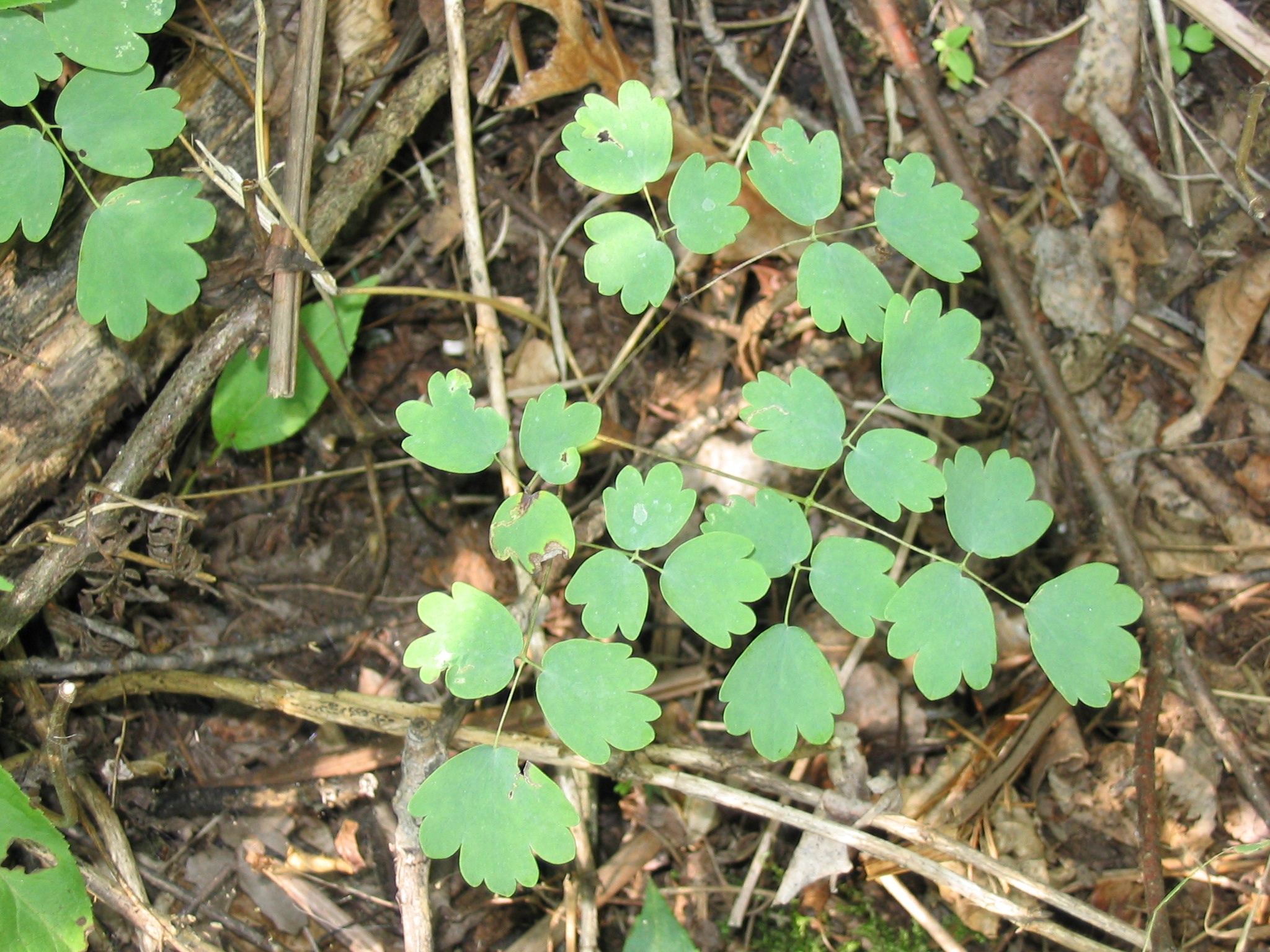
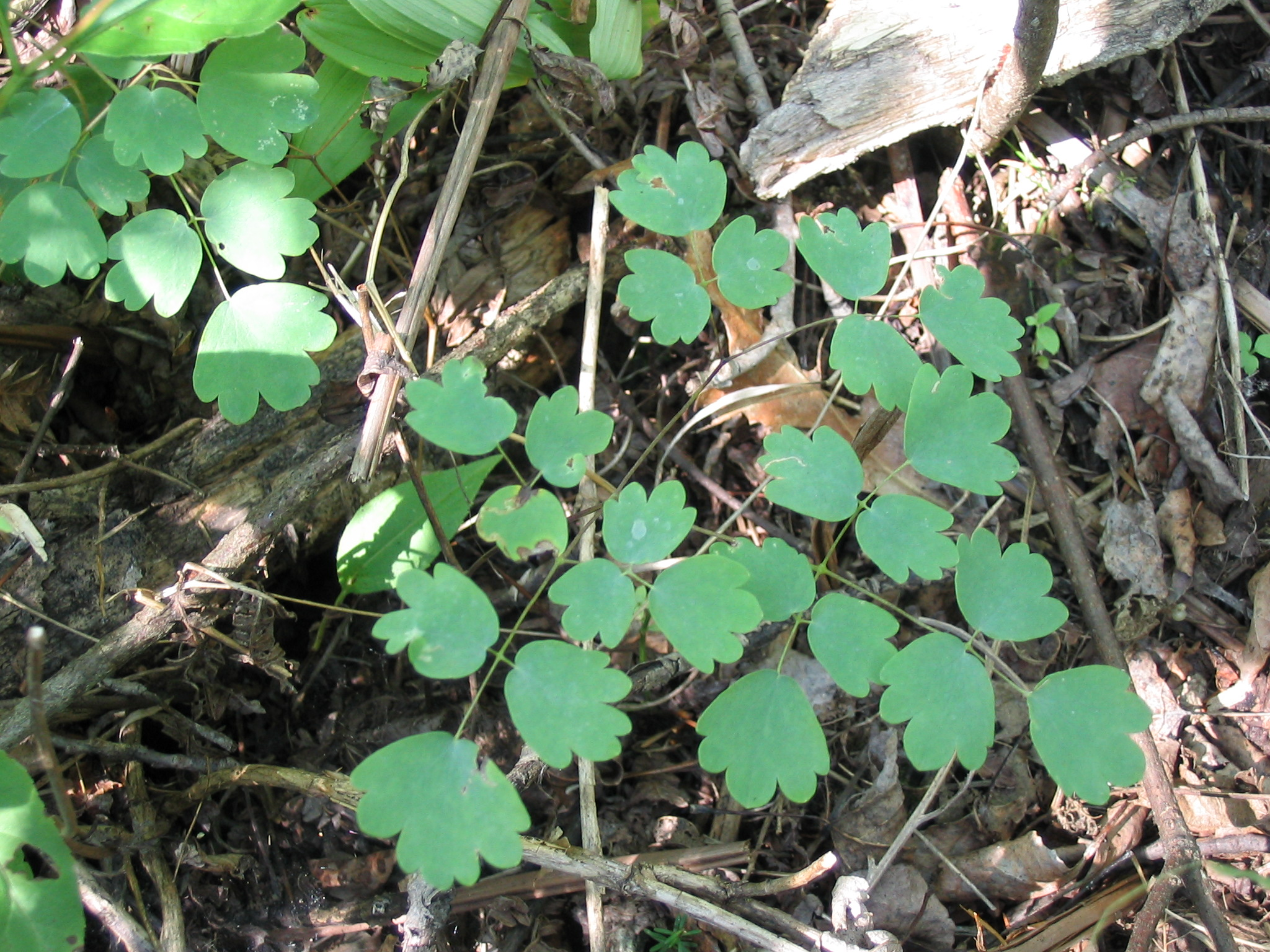